# Vlagyimir Alekszandrovics Kazacsonok
Vlagyimir Alekszandrovics Kazacsonok (Kolpino, 1952. szeptember 6. – Szentpétervár, 2017. március 26.) szovjet válogatott orosz labdarúgó, edző.

## Pályafutása

### Klubcsapatban
Az Izsorec Kolpino korosztályos csapatában kezdte a labdarúgást. 1971-ben a Zenyit Leningrád csapatában mutatkozott be a szovjet élvonalban. 1976 és 1978 között a Gyinamo Moszkva csapatában játszott, ahol egy szovjet kupa-győzelmet ért el az együttessel. 1979-ben visszatért a Zenyithez. Tagja volt az 1980-as bajnoki bronzérmes csapatnak. Az 1983-as idény után fejezte be az aktív labdarúgást. A szovjet élvonalban összesen 254 mérkőzésen szerepelt és 77 gólt szerzett.

### A válogatottban
1976 és 1979 között két alkalommal szerepelt a szovjet válogatottban.

### Edzőként
1987 és 1989 között a Gyinamo Leningrád vezetőedzője volt, majd a Zenyit Leningrád ifjúsági csapatánál tevékenykedett. 2001-02-ben a Szvetogorec, 2003-ban ismét a Gyinamo Szankt-Petyerburg, 2004-05-ben a Petroteszt, 2006-07-ben a Himki, 2009-ben a Szmena-Zenyit szakmai munkáját irányította. 2010-11-ben az észt Sillamäe Kalev vezetőedzője volt.

## Sikerei, díjai
Gyinamo Moszkva
- Szovjet kupa
  - győztes: 1977

 Zenyit Leningrád
- Szovjet bajnokság
  - 3.: 1980